# Logan Mankins
Logan Lee Mankins (* 10. Oktober 1982 in Catheys Valley, Kalifornien) ist ein ehemaliger US-amerikanischer American-Football-Spieler auf der Position des Offensive Guards. Er spielte in seiner Karriere neun Jahre bei den New England Patriots sowie zwei Spielzeiten für die Tampa Bay Buccaneers in der National Football League (NFL). In dieser Zeit wurde er in sieben Pro Bowls gewählt.

## Karriere
Mankins besuchte die California State University, Fresno und wurde 2005 in der ersten Runde als 32. Spieler und somit letzter der ersten Runde von den New England Patriots gedraftet. Er spielte in seiner ersten Saison direkt alle 16 Spiele der Regular Season und war somit nur einer von drei Rookies die immer spielen durften. Im Januar 2007 konnte Mankins einen Fumble seines Teamkollegen Laurence Maroney aufheben und einen Touchdown erzielen. In der Saison 2007 wurde er erstmals in den Pro Bowl gewählt.
Nach der Saison 2013 wechselte er zu den Tampa Bay Buccaneers, bevor er im Frühjahr 2016 nach elf Jahren als Profi seine Karriere beendete.